# Benton Heights
Benton Heights es un lugar designado por el censo ubicado en el condado de Berrien en el estado estadounidense de Míchigan. En el Censo de 2010 tenía una población de 4084 habitantes y una densidad poblacional de 0,41 personas por km².

## Geografía
Benton Heights se encuentra ubicado en las coordenadas 42°7′20″N 86°24′54″O / 42.12222, -86.41500. Según la Oficina del Censo de los Estados Unidos, Benton Heights tiene una superficie total de 9971.45 km², de la cual 9966.22 km² corresponden a tierra firme y (0.05%) 5.18 km² es agua.

## Demografía
Según el censo de 2010, había 4084 personas residiendo en Benton Heights. La densidad de población era de 0,41 hab./km². De los 4084 habitantes, Benton Heights estaba compuesto por el 29.21% blancos, el 62.17% eran afroamericanos, el 0.59% eran amerindios, el 0.2% eran asiáticos, el 0% eran isleños del Pacífico, el 5.02% eran de otras razas y el 2.82% pertenecían a dos o más razas. Del total de la población el 8.13% eran hispanos o latinos de cualquier raza.